# Henry Rinklin
Henry Rinklin (født 15. september 1957 i Geisingen) er en tysk forhenværende cykelrytter. Hans foretrukne disciplin var banecykling, hvor han har vundet medaljer ved EM og nationale mesterskaber. Han havde også en karriere på landevej.
Han stillede til start i 54 seksdagesløb, hvor det blev til to sejre. Ved Københavns seksdagesløb er det kun blevet til én tredjeplads i 1985 sammen med makker Josef Kristen.